# Хертсборн (Кентаки)
Хертсборн (енгл. Hurstbourne Acres) град је у америчкој савезној држави Кентаки.

## Демографија
По попису из 2010. године број становника је 1.811, што је 307 (20,4%) становника више него 2000. године.
| Група             | 2000.         | 2010.         |
| Белци             | 1.189 (79,1%) | 1.092 (60,3%) |
| Афроамериканци    | 127 (8,4%)    | 191 (10,5%)   |
| Азијати           | 112 (7,4%)    | 323 (17,8%)   |
| Хиспаноамериканци | 43 (2,9%)     | 158 (8,7%)    |
| Укупно            | 1.504         | 1.811         |